# Vahina Giocante
Vahina Giocante est une actrice française de cinéma et écrivaine née le 30 juin 1981 à Pithiviers dans le Loiret.

## Biographie

### Jeunesse et débuts
Le père, maraîcher, de Vahina Giocante est corse, sa mère est d'Andalousie[réf. souhaitée].
Après avoir vécu en Corse jusqu'à l'âge de dix ans, puis dans la région d’Aix-en-Provence : elle étudie au collège de Gréasque puis au lycée Paul-Cézanne d'Aix-en-Provence, elle est danseuse de 1996 à 1998 à l’Opéra de Marseille pour  Roland Petit,. C'est là qu'elle est repérée sur une plage[Où ?] par une directrice de casting[Par qui ?] à l'âge de 14 ans. En 1997, elle décroche le premier rôle de Marie Baie des Anges, de Manuel Pradal, qui lui permet de décrocher un prix[Lequel ?]. Elle joue aux côtés de Sandrine Bonnaire et d’Emmanuelle Béart dans Voleur de vie d'Yves Angelo.
Elle joue souvent des rôles à la sensualité exacerbée[évasif], comme, en 1999, dans Le Libertin, ou  Pas de scandale. En 2005, elle interprète un rôle central dans Lila dit ça, de Ziad Doueiri, un film qui dépeint les premiers émois érotiques d'adolescents.
Après le tournage de Blueberry, l'expérience secrète, de Jan Kounen, en 2004, elle décide de « prendre du recul et de voyager en Amérique latine ».

### Confirmation

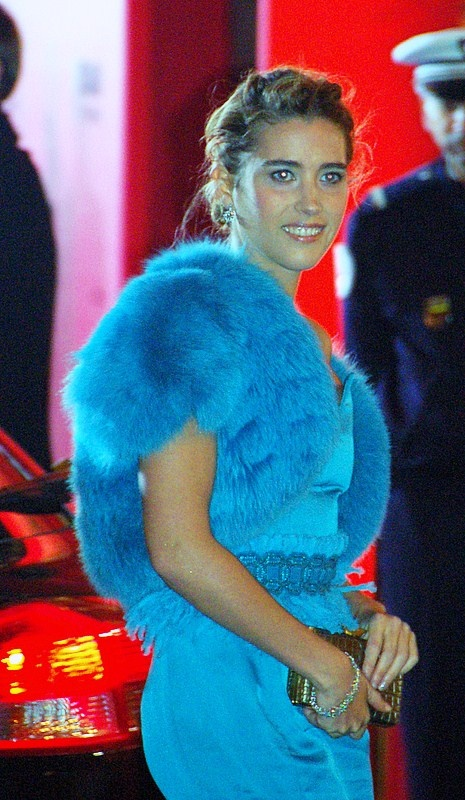
L'actrice aux Césars 2008.

En 2005, elle participe à l'ambitieux téléfilm Nuit noire, 17 octobre 1961, d’Alain Tasma. En 2006, elle fait partie de la moitié féminine du couple réuni par François Ozon dans son court-métrage, Un lever de rideau ; retrouve Jan Kounen dans la satire 99 Francs, avec Jean Dujardin, en 2007 ; et fait partie de l'ambitieux thriller politique Secret défense, de Philippe Haïm, en 2008.
Cet enchaînement lui permet de continuer dans de grosses productions. L'année 2009 lui permet de tenir un second rôle dans Bellamy, de Claude Chabrol, aux côtés de Gérard Depardieu et Jacques Gamblin ; et de partager l'affiche du thriller Le Premier Cercle, de Laurent Tuel, avec Jean Reno et Gaspard Ulliel.

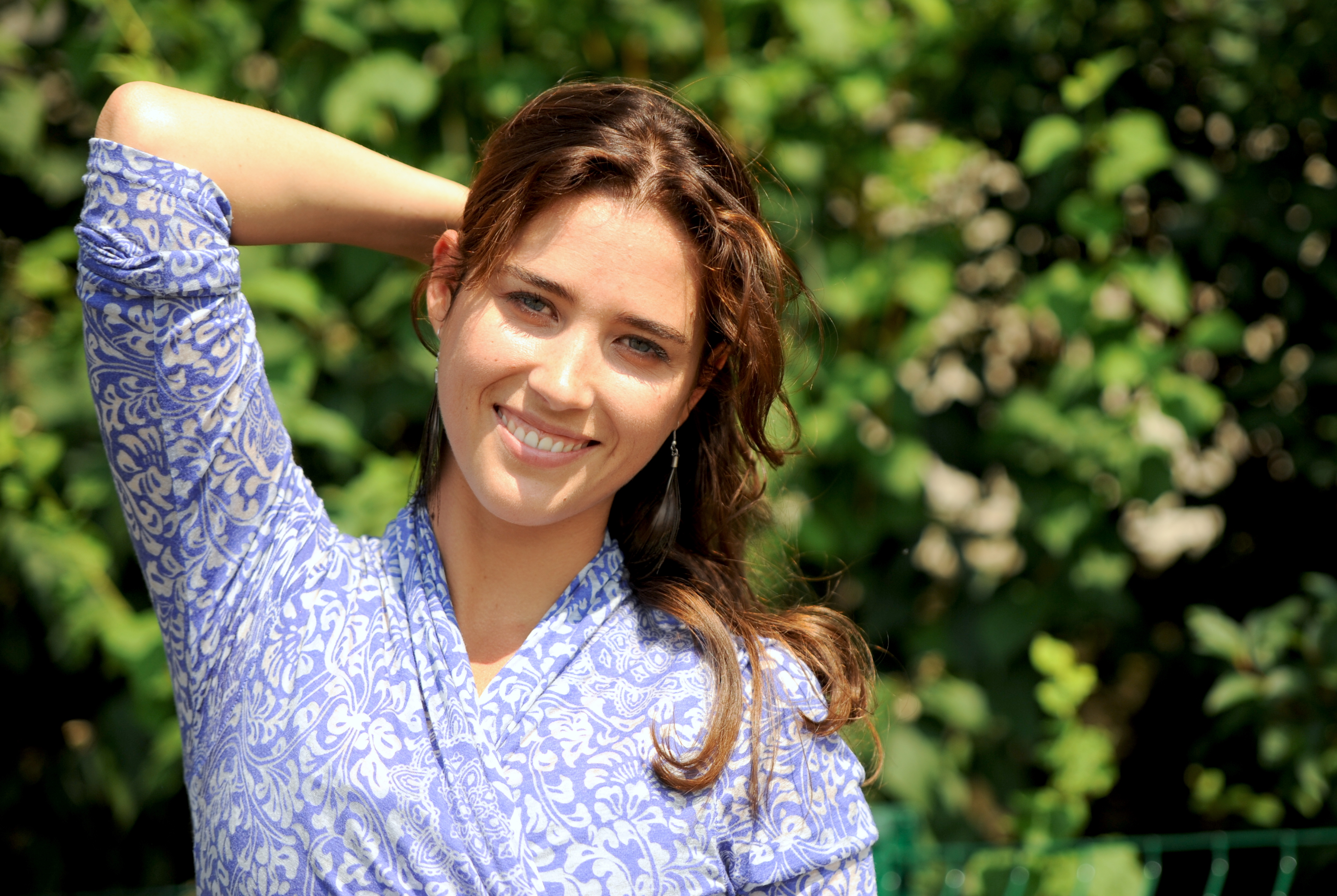
Vahina Giocante, le 29 juin 2010 à Paris.

En 2010 sortent trois longs-métrages : le thriller Krach, de Fabrice Genestal, et deux projets plus intimistes :  La Blonde aux seins nus, de Manuel Pradal, dans lequel elle rejoue les nymphes, et le film indépendant 5150 Hold, de Shirley Monsarrat. Elle renoue aussi avec la télévision avec le téléfilm Mon père, Francis le Belge, de Frédéric Balekdjian.
En 2011, elle joue de nouveau de son physique dans l'indépendant 30 Beats, d´Alexis Lloyd. Puis elle participe à des productions ouvertement commerciales en 2013. D'abord la comédie romantique Un prince (presque) charmant, de Philippe Lellouche, avec Vincent Perez ; puis la comédie sociale Turf, de Fabien Onteniente. Ces deux films sont des échecs critiques et commerciaux.
En 2014, elle renoue avec des projets plus modestes : le téléfilm Les Inoubliables, de Matan Gugghenheim, puis l'indépendant Le Monde de Fred, de Valérie Müller.
En 2016, elle interprète Mata Hari dans la mini-série russo-ukrainienne Mata Hari, de Dennis Berry.

### Vie privée
Elle a eu un fils, Nino, avec le contrebassiste Martin Gamet, a été en couple avec le designer Ora-ïto, puis le comédien Nicolas Duvauchelle. Aujourd'hui, elle est en couple avec François Chopard.
Elle est ambassadrice d'ASMAE, Association Sœur Emmanuelle.
Elle révèle avoir été victime d'inceste de l'âge de 5 ans jusqu’à ses 11 ans, commis par son père, contre lequel elle a porté plainte à l'âge de 17 ans, et qui a été condamné à 3 ans de prison dont 2 ans fermes. Elle publie un livre en avril 2024 sur son inceste intitulé « À corps ouvert » aux éditions Robert Laffont.

### Prises de position
Elle révèle en mars 2025, en plein procès Depardieu, avoir vu Gérard Depardieu commettre des agressions sexuelles pendant le tournage du film Les Volets verts'.

## Filmographie

### Cinéma
- 1997 : Marie Baie des Anges de Manuel Pradal : Marie
- 1998 : Voleur de vie d’Yves Angelo : Sigga
- 1999 : Pas de scandale de Benoît Jacquot : Stéphanie
- 2000 : Le Libertin de Gabriel Aghion : Angélique Diderot
- 2000 : Les Fantômes de Louba de Martine Dugowson : Jeannie adolescente
- 2001 : Bella ciao de Stéphane Giusti : Bianca Mancini
- 2002 : Vivante de Sandrine Ray : Claire
- 2003 : Soldados de Salamina de David Trueba : l'assistante sociale à Dijon
- 2003 : Le intermittenze del cuore de Fabio Carpi : flacon de jeunesse
- 2004 : Le Cadeau d'Elena de Frédéric Graziani : Marie
- 2004 : Blueberry, l'expérience secrète de Jan Kounen : Madeleine
- 2005 : Lila dit ça de Ziad Doueiri : Lila
- 2005 : Riviera d’Anne Villacèque : Stella
- 2006 : Un lever de rideau de François Ozon (court-métrage) : Rosette
- 2006 : U de Serge Élissalde : voix d'U
- 2007 : 99 Francs de Jan Kounen : Sophie
- 2008 : Secret défense de Philippe Haïm : Diane / Lisa
- 2008 : Yellow Bird (court métrage) de Rodolphe Pauly : la fille en roller
- 2009 : Bellamy de Claude Chabrol : Nadia Sancho
- 2009 : Le Premier Cercle de Laurent Tuel : Élodie
- 2010 : La Blonde aux seins nus de Manuel Pradal : Rosalie
- 2010 : Krach de Fabrice Genestal : Sybille Malher
- 2010 : 5150 Hold (court métrage) de Shirley Monsarrat : Lisa / Marie
- 2012 : 30 Beats d'Alexis Lloyd : Kim
- 2013 : Un prince (presque) charmant de Philippe Lellouche : Marie 2
- 2013 : Turf de Fabien Onteniente : Banette
- 2013 : The Ballad of Billy the Kid (court métrage) de Rodolphe Pauly : Maria
- 2013 : Les Inoubliables (Paradise Cruise) de Matan Guggenheim : Dora
- 2014 : Le Monde de Fred de Valérie Müller : Léa Frazier
- 2015 : Les Exilés romantiques (Los exiliados romanticos) de Jonás Trueba : Vahina
- 2016 : Laurels (court métrage) de David Brundige : Pauline Sala
- 2020 : Darkness Falls (Anderson Falls) de Julien Seri : Elizabeth Anderson
- 2025 : Valensole 1965 de Dominique Filhol : Jeannette Masse

### Télévision
- 2001 : L'Algérie des chimères de François Luciani (mini-série télévisée) : Jeanne
- 2004 : Maigret (série télévisée), épisode Maigret et les Petits Cochons sans queue de Charles Nemes : Germaine Blanc
- 2005 : Nuit noire, 17 octobre 1961 d’Alain Tasma (téléfilm) : Marie-Hélène
- 2010 : Mon père, Francis le Belge de Frédéric Balekdjian (téléfilm) : Marion
- 2014 : Les Inoubliables de Matan Gugghenheim (téléfilm) : Dora / Catherine
- 2016-2017 : Mata Hari de Dennis Berry (téléfilm) : Mata Hari
- 2021 : Skam (série télévisée) : Céline Prigent, la maman de Tiff
- 2022 : La Jeune fille et la nuit (The Reunion) (mini-série) de Bill Eagles : Fanny Brahimi
- 2026 : Vendetta d'Ange Basterga

### Clips
- 2005 : Comme elle se donne de Jérôme Attal
- 2005 : New York City d'Arthur H
- 2011 : C'est moi le printemps de Daniel Darc[11]
- 2014 : Où es-tu ? de Patrick Bruel
- 2015 : MC Daronne du Meufisme (humour)

### Publicité
- En 2010, pour Jacques Dessange.
- Pour la marque de lingerie Agent Provocateur[12].

## Distinctions
- 2004 : Meilleur Second Rôle féminin (Prix du Public) au Festival Jean Carmet de Moulins pour son interprétation dans Le Cadeau d'Elena de Frédéric Graziani ;
- 1998 : Hippomène meilleure jeune comédienne au 8e Festival du Jeune Comédien de Béziers à Béziers ;
- Prix de la Meilleure actrice au Festival du film de Hollywood à Los Angeles en 2011.

## Livre
- À corps ouvert, Éditions Robert Laffont, 2024  (ISBN 978-2221274941)[13]